# P/O-Wert

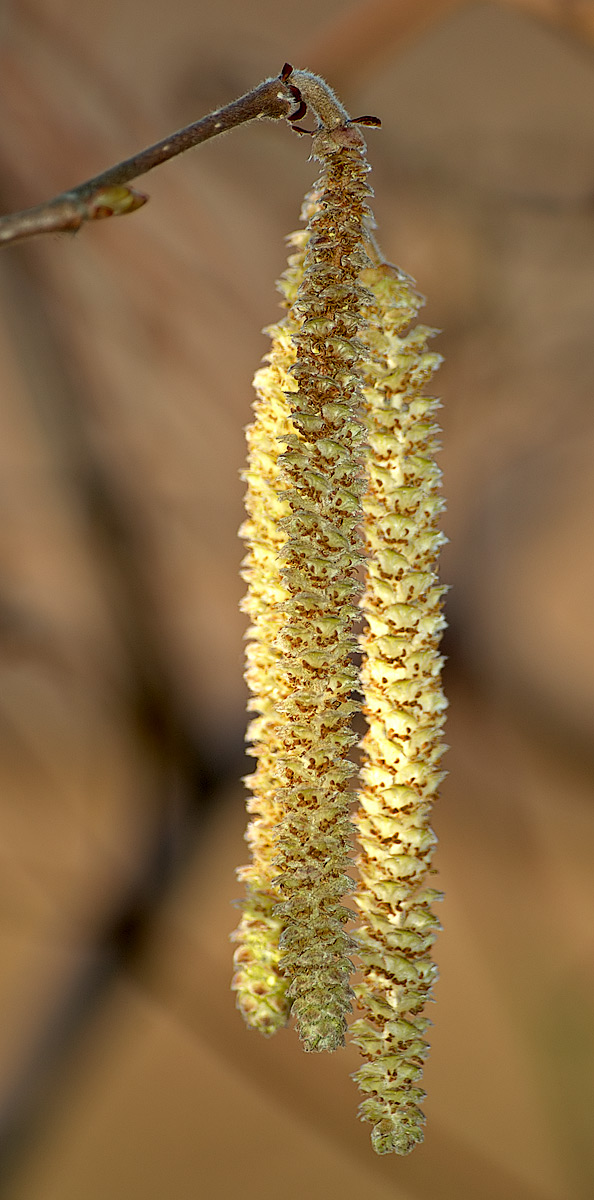
Windbestäubte Arten, wie die Hasel bilden sehr viel Pollen pro Eizelle aus, um eine Befruchtung wahrscheinlicher zu machen.

Unter dem P/O-Wert (englisch auch: P/O ratio oder pollen-ovule ratio) versteht man in der Botanik das Verhältnis von Pollenanzahl zur Ovarienanzahl (Eizellen). Er wurde von Robert William Cruden eingeführt. Er gibt guten Aufschluss über Bestäubungs- und Befruchtungsmechanismen, mit denen er sehr oft korreliert ist. Dabei gilt die Grundannahme, dass je wahrscheinlicher eine Befruchtung stattfindet, desto weniger Pollen muss pro Ovar gebildet werden.
Pollen ist reich an Proteinen (15–40 %) und somit auch an Stickstoff, gebunden in Aminosäuren. Stickstoff in Form von Nitrat für das Wachstum der Pflanzen essentiell, im Boden meist aber Mangelware. Deswegen ist es für Pflanzen bedeutend, mit dieser Ressource nicht allzu verschwenderisch umzugehen.
Typische P/O-Werte sind:
- bei kleistogamen Pflanzen: 2,5–54
- bei obligater (ausschließlich vorkommender) Autogamie (Selbstbestäubung): 18–40
- bei fakultativer, aber überwiegender Autogamie: 30–400
- bei fakultativer Allogamie (Fremdbestäubung): 240–2600
- bei obligater Allogamie: 2100–200.000

Windbestäubte Arten bilden meist besonders viel Pollen aus, etwa die Gemeine Hasel (Corylus avellana) mit einem P/O-Wert von bis zu 2,4 Mio.